# Ditte
Der dänische Name Ditte ist die Koseform von Edith, Judith oder Dorothea. 

## Vorname
- Ditte Bandini (* 1956), deutsche Schriftstellerin, Indologin und Übersetzerin
- Ditte Cederstrand (1915–1984), dänische Autorin
- Ditte Gråbøl (* 1959), dänische Schauspielerin
- Ditte Hansen (* 1970), dänische Schauspielerin
- Ditte Juul Jørgensen (* 1966), dänische EU-Beamtin
- Ditte Kotzian (* 1979), deutsche Wasserspringerin
- Ditte Staun (* 1979), dänische Politikerin der Radikale Venstre
- Ditte Steensballe (* 1971), dänische Autorin

## Familienname
- Alfred Ditte (1843–1908), französischer Chemiker.